# Мост Китайско-Непальской Дружбы
Мост Китайско-Непальской Дружбы (чамор. 中尼友谊桥) — мост, проходящий через реку Сун-Коси. Он связывает Непал и Китай.

## История
Открытый в 1964 году мост был единственным официальным пограничным переходом между двумя государствами до 2010-х годов.
Из-за землетрясения 2015 года закрыли маршрут и приграничные торговые города опустели. В 2016 году на трассе был проведён ремонт, но торговлю на прежний уровень восстановить не удалось.

## Расположение
От моста начинается шоссе Арнико, названное в честь известного архитектора. Оно проложено до Катманду. Со стороны Китая начинается национальная автомагистраль 318, ведущая в Чжанму и далее в Шанхай.